# Senioři sobě
Senioři sobě (registrováno jako SENIOŘI SOBĚ; zkratka SESO; do roku 2023 SENIOŘI 21) bylo české levicové proevropské politické hnutí zaregistrované na Ministerstvu vnitra v roce 2020.

## Volební výsledky

### Volby do Poslanecké sněmovny Parlamentu České republiky 2021

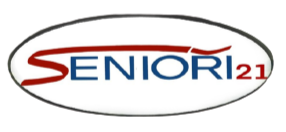
Logo hnutí Senioři 21

Ve volbách do Poslanecké sněmovny v roce 2021 hnutí kandidovalo s číslem 14 a získalo 3 698 hlasů, tedy 0,06 %, a do Sněmovny se nedostalo.

### Volby do Evropského parlamentu v Česku 2024
V dubnu 2024 bylo oznámeno, že se strana zúčastní voleb do Evropského parlamentu v roce 2024.